# 英愛条約
英愛条約（えいあいじょうやく、英語: Anglo-Irish Treaty, アイルランド語: An Conradh Angla-Éireannach）は、アイルランド独立戦争の休戦条約としてグレートブリテン及びアイルランド連合王国（イギリス）政府とアイルランド共和国暫定政府との間に結ばれた条約である。

## 概要
アイルランド独立戦争の終結と大英帝国内の自治領（ドミニオン）としてのアイルランド自由国の建国が取り決められた。一方では1920年に制定されたアイルランド統治法により成立していた北アイルランドについては、1921年6月から発足していた北アイルランド議会を存続させるとともに、その帰属を北アイルランド自身の決定に委ねることとされた。
条約は1921年12月6日、ロンドンにおいてイギリス政府の代表と超法規的なアイルランド共和国暫定政府の代表により調印された。条約の履行には、アイルランド独立派の設立した議会とイギリス政府が設立した南アイルランド議会、イギリス議会の批准が必要とされた。アイルランド国内では条約の賛否を巡り激論が起き、議会では小差で批准された。条約は正式に履行されることになったものの、アイルランド国内の対立はアイルランド内戦の原因となった。
アイルランド自由国はドイル・エアランとイギリス議会において起草された自由国憲法を基に、1922年12月6日、イギリス国王の勅書により建国された。

## 条文
主要な条文は次の通りである。
- イギリス陸軍はアイルランド島から撤退する。
- アイルランド島には、カナダやニューファンドランド、オーストラリア、ニュージーランド、南アフリカ連邦と同様の、大英帝国統治下の自治国（ドミニオン）が建国される。
- 他の自治国と同様に、自由国の元首 (Saorstát Éireann) にはイギリスの元首をあて、総督により代表される。
- 自由国の議会の議員は、自由国およびイギリス国王ジョージ5世ならびにその後継者に忠誠を誓う。
- 1920年のアイルランド統治法により設立された北アイルランドには、条約が発効した後1か月内であれは自由国から脱する権利を与える。
- 北アイルランドが自由国への統合を望まない場合は、アイルランド国境制定委員会が自由国と北アイルランドの国境を策定する。
- イギリスはその安全保障の一環として、アイルランドの幾つかの港[2]をイギリス海軍統治下におく。
- アイルランド自由国は大英帝国の一員としての責務を負う。
- この条約はアイルランドの法に超越する。1922年アイルランド自由国憲法（英語版）との整合性については前者を優先する。

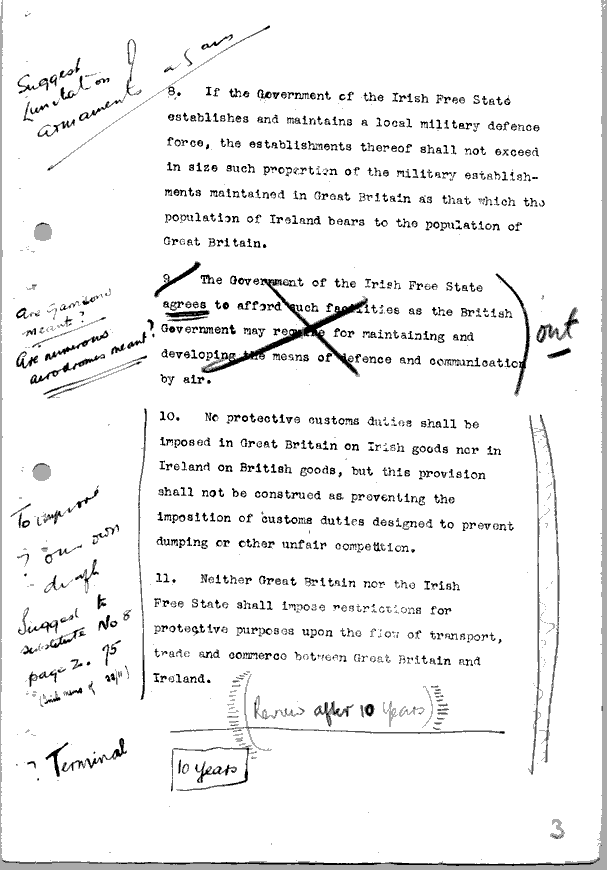
アーサー・グリフィスにより注釈が付された条約の草稿

## 会議参加者
条約の作成に関与したのは次の人物である。
 イギリス
- デビッド・ロイド・ジョージ - 首相、イギリス側代表
- 初代バーケンヘッド伯爵フレデリック・エドウィン・スミス（英語版）
- ウィンストン・チャーチル - 植民地相
- オースティン・チェンバレン
- ゴードン・ヘワート（英語版）

 アイルランド
- アーサー・グリフィス - アイルランド側全権使節の代表
- マイケル・コリンズ - アイルランド共和国暫定政府の財政大臣、アイルランド共和同盟（英語版）（IRB）のリーダー
- ロバート・バートン（英語版）
- エイモン・ダガン
- ジョージ・ギャヴァン・ダフィ（英語版）

## 交渉
英愛戦争の休戦から数日たつと、エイモン・デ・ヴァレラは7月14日から始まる週にロンドンでロイド・ジョージと4回会った。ロイド・ジョージは7月20日に最初の提案を送った。10月まで数ヶ月の遅れが続き、アイルランド代表団はナイツブリッジ地区ハンスプレイス22番地に本部を設置した。
交渉の最初の2週間は正式な開会式に費やされた。アーサー・グリフィスとマイケル・コリンズの要請により、両代表団は非公式交渉を開始し、各交渉チームから2人だけが出席を許可された。アイルランド側のメンバーは常にコリンズとグリフィスが務めた。一方、イギリス側ではオースティン・チェンバレンが常に出席していたが、2人目の交渉者は日々異なる。11月下旬、アイルランド代表団はダブリンに戻り、指示に従って内閣に相談し、12月3日に協議を再開した。アイルランド側で問題とされたのは、イギリス君主への宣誓を行うという形式面もそうだが、この段階で関与するすべての政治家が問題にしたのは、アイルランド共和国の成立にあたり全島を含めた統一的な32郡すべてが領域として明白に提供されていないことだった。